# Alexander Vandegrift
Alexander Archer Vandegrift (Charlottesville, Virginia, 13 de marzo de 1887-8 de mayo de 1973) fue un militar estadounidense que sirvió en el Cuerpo de Marines de los Estados Unidos. Durante la Segunda Guerra Mundial, estuvo al mando de la 1.ª División de Marines, participando activamente en la primera ofensiva terrestre, durante la Batalla de Guadalcanal. Se le concedió la Medalla de Honor por sus acciones en la Campaña de las Islas Salomón. Fue el 18.º Comandante del Cuerpo de Marines y el primer marine en ostentar el rango de general de cuatro estrellas en el servicio activo.

## Biografía
Alexander Archer Vandegrift nació en el pequeño pueblo de Charlottesville, donde su padre trabajaba como arquitecto. El joven Vandegrift, conocido como "Archer" en su adolescencia, tenía un marcado interés militar, motivado por varias razones, de las cuales sobresalen: su fascinación por la lectura de novelas de historia militar y por las historias de sus ancestros que pelearon en varias guerras. Sus dos abuelos habían luchado con el Ejército Confederado durante la guerra de Secesión. Tras no ser admitido en West Point, estudió durante tres años en la Universidad de Virginia. En 1908 ingresó en el Cuerpo de Marines, tras una dura semana de exámenes. El 22 de enero de 1909, ascendió a subteniente.

### Las guerras bananeras
Tras realizar la instrucción en la Academia de Oficiales de los Marines en Port Royal, Carolina del Sur, fue destinado a los Cuarteles de los Marines en Portsmouth, Nuevo Hampshire. 
En 1912 fue enviado al Caribe, primero a Cuba y después a Nicaragua. Participó en el asalto y la captura del fuerte en el cerro Coyotepe cerca de la ciudad de Masaya. 
En 1914 participó en los combates durante la ocupación de Veracruz, México. En diciembre de 1914, ascendió a teniente y asistió al Curso Avanzado de los Marines en Filadelfia, Pensilvania. Al finalizar el curso embarcó rumbo a Haití con el 1.er Regimiento de Marines y participó en la ocupación de Haití (1915-1934).